# Квитки (Черкасская область)
Кви́тки (укр. Квітки) — село в Корсунь-Шевченковском районе Черкасской области Украины.
Население по переписи 2001 года составляло 1332 человека. Почтовый индекс — 19446. Телефонный код — 4735.

## Местный совет
19446, Черкасская область, Корсунь-Шевченковский район, с. Квитки.

## История
В XIX веке село Квитки было в составе Селищской волости Каневского уезда Киевской губернии. В селе была Николаевская церковь. Священнослужители Николаевской церкви:
- 1799—1801 — священник Павел Иванович Таборанский;
- 1801 — священник Моисей Антонович Бажановский.

## Известные уроженцы
- Стеценко, Кирилл Григорьевич — украинский композитор. В селе ему установлен памятник;
- Семиволос, Алексей Ильич (1912—1986) — бурильщик-новатор, ударник производства;
- Семиволос, Иван Терентьевич (1909—1943) — украинский советский поэт.